# Любінь (Косцянський повіт)
Любінь (пол. Lubiń, нім. Lubin) — село в Польщі, у гміні Кшивінь Косцянського повіту Великопольського воєводства.
Населення — 756 осіб (2011).
У 1975-1998 роках село належало до Лешненського воєводства.

## Демографія
Демографічна структура станом на 31 березня 2011 року:
|          | Загалом | Допрацездатний вік | Працездатний вік | Постпрацездатний вік |
| -------- | ------- | ------------------ | ---------------- | -------------------- |
| Чоловіки | 384     | 79                 | 267              | 38                   |
| Жінки    | 372     | 83                 | 210              | 79                   |
| Разом    | 756     | 162                | 477              | 117                  |